# Neoschumannia cardinea
Neoschumannia cardinea es una especie  de plantas fanerógamas de la familia Apocynaceae y el único miembro del género monotípico Neoschumannia.  

## Descripción
Son lianas que alcanzan los 2-10 m de altura, ricamente ramificadas, formando largos corredores por encima de la tierra; con látex de color (cambia del color blanco cuando se seca), con raíces fibrosas.  Brotes glabros. Las hojas de propagación horizontal, hojas herbáceas a ligeramente coriáceas, descoloridas, de 5-15 cm de largo, 4.9 cm de ancho, elípticas u oblongo-elípticas, basalmente redondeadas, acuminadas, glabras abaxialmente, con 4 coléteres en la base de las hojas y estípulas glandulares, ovoides.
Las inflorescencias son extra-axilares, solitarias, con 3-5  flores, 1 flor abierta en el mismo tiempo, laxas, pedunculadas, los pedúnculos más cortos que los pedicelos, glabras; raquis persistente, cilíndrico, grueso, recto; pedicelos largos, filiformes; brácteas lanceoladas.

## Taxonomía
Neoschumannia cardinea fue descrita por Rudolf Schlechter y publicado en Botanische Jahrbücher für Systematik, Pflanzengeschichte und Pflanzengeographie 38: 38–39. 1905.
Sinonimia
- Swynnertonia cardinea S. Moore[3]